# Objawy oponowe

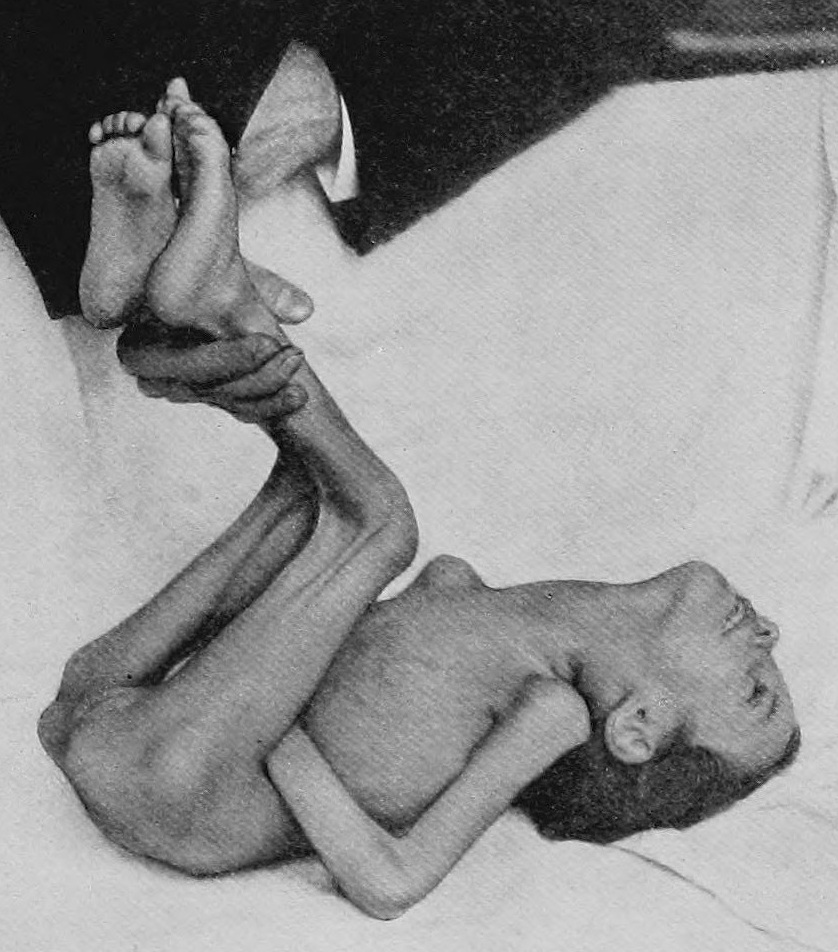
Na zdjęciu pacjent z objawem Kerninga, jednym z objawów oponowych

Objawy oponowe – grupa objawów neurologicznych, występujących w przypadku podrażnienia opon mózgowo-rdzeniowych. Najczęściej pojawiają się w zapaleniu opon mózgowo-rdzeniowych, zapaleniu mózgu, w krwotoku podpajęczynówkowym. Mogą towarzyszyć guzom wewnątrzczaszkowym oraz być następstwem urazów. 
Do objawów oponowych zaliczamy:
- Sztywność karku – obecna u 30% dorosłych z zapaleniem opon mózgowo-rdzeniowych[1].
- Objaw Kerniga – badany jest u pacjenta leżącego na plecach. Kończynę dolną, zgiętą pod kątem prostym w stawie kolanowym i biodrowym, badający stara się wyprostować w stawie kolanowym. Jeśli objaw Kerniga jest dodatni, to podczas tego ruchu wyczuwalny jest opór, a następnie dochodzi do odruchowego zgięcia kończyny dolnej w kolanie. Objaw ten można wywołać także w  ten sposób, że kończynę dolną wyprostowaną w stawie kolanowym i biodrowym próbuje się unieść – podczas tego ruchu następuje opór i zgięcie w stawie kolanowym[2]. Objaw Kerniga obecny u 5% dorosłych z zapaleniem opon mózgowo rdzeniowych[1].
- Objaw Brudzińskiego – obecny u 5% dorosłych z zapaleniem opon mózgowo rdzeniowych[1].
  - górny (karkowy) – jest możliwy do stwierdzenia podczas badania sztywności karku. Przy biernym zgięciu głowy następuje odruchowe zgięcie kończyn w stawach biodrowych i kolanowych[2].
  - dolny (łonowy) – zgięcie w stawach kolanowych i biodrowych przy ucisku na spojenie łonowe[2].
- Objaw Amossa
- Opistotonus
- Objaw Hermana – podczas próby badania sztywności karku i zbliżenia brody do klatki piersiowej dochodzi do odruchowego zgięcia grzbietowego palucha (objaw karkowo-paluchowy). Uważa się, że objaw ten występuje częściej w gruźliczym ZOMR[3].
- Objawy Flataua:
  - karkowo-mydriatyczny – podczas badania sztywności karku w wyniku zgięcia głowy do przodu w kierunku klatki piersiowej dochodzi do odruchowego rozszerzenia źrenic.[3]
  - erekcyjny – badanie wykonuje się u pacjenta leżącego na plecach. Kilkukrotne uniesienie i przechylenie tułowia ku przodowi wywołuje wzwód prącia. Uważa się, że objaw ten występuje najczęściej w gruźliczym ZOMR.[3]
- Objaw Weila-Edelmana
- Bolesność uciskowa gałek ocznych
- Światłowstręt (photophobia)
- Nadwrażliwość na bodźce słuchowe
- Objaw policzkowy.